# النصب التذكارية الرئاسية في الولايات المتحدة

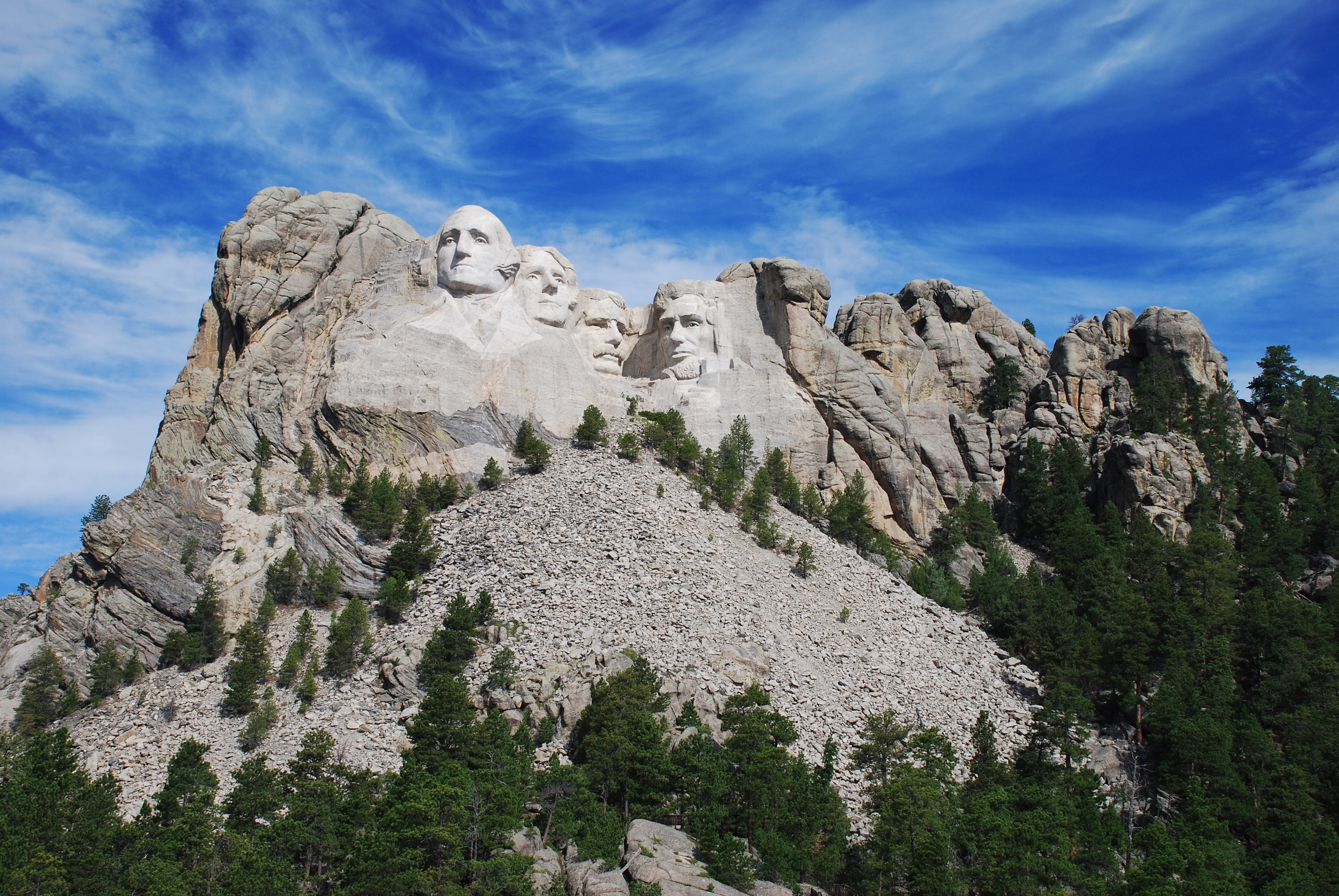
جبل رشمور ، يظهر الحجم الكامل للجبل و النحت على الصخور.

تكرم النصب التذكارية الرئاسية في الولايات المتحدة مختلف رؤساء الولايات المتحدة وتسعى إلى إدامة إرثهم، قد يحتوي النصب التذكاري الرئاسي على عنصر مادي يتكون من نصب أو تمثال التذكاري. يتألف حضورها الكامل من هيكل مادي يمثل ذكرى دائمة للرئيس الذي يمثله. معظم النصب التذكارية الرئاسية المعروفة مثل النصب التذكارية لواشنطن ولينكولن وجيفرسون أيضا النصب التذكاري الوطني لجبل رشمور أربعة منحوتات ضخمة لرؤساء أربعة رؤساء أمريكيين مؤثرين. الرؤساء على جبل رشمور هم جورج واشنطن وتوماس جيفرسون وثيودور روزفلت وأبراهام لنكولن. المنحوتات منحوتة على قمة جرانيت لجبل رشمور. تم نحت النصب التاريخي لجنوب داكوتا بواسطة غوتزون بورغلوم ولينكون بورغلوم. تمثل الوجوه التي يبلغ ارتفاعها 60 قدمًا على جبل راش عظمة الرئاسة وأحد الأعمال الفنية المهمة في البلاد.
هناك أيضًا نصب تذكارية رئاسية أخرى مثال على النصب التذكاري الرئاسي الحي هو مركز وودرو ويلسون الدولي للعلماء. يقع مركز ويلسون في أحد أجنحة مبنى رونالد ريغان في واشنطن العاصمة، ويضم معرضًا صغيرًا يتعلق بحياة الرئيس ويلسون وعمله، لكنه اشتهر بعمله لتوحيد عالم الأفكار مع عالم السياسة من خلال دعم المنح الدراسية. مرتبطة بقضايا ذات أهمية معاصرة. وبهذه الطريقة، يديم النصب التذكاري الحي تراث الرئيس ويلسون من المنح الدراسية المرتبطة ارتباطًا وثيقًا بالعلاقات الدولية. أيضًا يكرم منحة هاري إس ترومان طلاب الجامعات الأمريكية المكرسين للخدمة العامة وقيادة السياسة، وبالتالي يمكن اعتبارها نصبًا تذكاريًا مع عنصر حي فقط. منحة ترومان هي النصب التذكاري الفيدرالي الوحيد المسموح به لتكريم الرئيس ترومان.
يمكن تحقيق ذلك أيضًا من خلال إنشاء معهد للسياسات، مثل معهد أيزنهاور الذي تتمثل مهمته في تعزيز إرث أيزنهاور الفكري والقيادي من خلال البحث والتعليم العام وتوصيات السياسة العامة.

## النصب التذكارية الرئاسية
توجد العديد من التماثيل والمنازل والنصب التذكارية المادية الأخرى لبعض الرؤساء؛ الهياكل الكبيرة فقط مذكورة أدناه:
| صورة | رئيس الولايات المتحدة الأمريكية | النصب التذكارية |
| ---- | ------------------------------- | --- |
|      | جورج واشنطن                     | نصب واشنطن نصب تذكاري لواشنطن (بالتيمور) منتزه واشنطن التذكاري نصب جورج واشنطن التذكاري الوطني الماسوني مزرعة فيري ماونت فيرنون في جورج واشنطن مكتبة واشنطن الرئاسية |
|      | جون آدامز                       | حديقة آدامز التاريخية الوطنية - ساحة السلام - مسقط رأس جون آدامز - مسقط رأس جون كوينسي آدامز مبنى جون آدامز |
|      | توماس جيفرسون                   | نصب جيفرسون التذكاري مبنى توماس جيفرسون مونتايسلو لتوماس جيفرسون |
|      | جيمس ماديسون                    | مونبلييه لجيمس ماديسون مبنى جيمس ماديسون التذكاري |
|      | جيمس مونرو                      | متحف جيمس مونرو ومكتبته التذكارية هايلاند جيمس مونرو |
|      | أندرو جاكسون                    | تمثال أندرو جاكسون ميدان لافاييت (واشنطن العاصمة) متحف هيرميتاج حديقة أندرو جاكسون الحكومية |
|      | مارتن فان بورين                 | موقع مارتن فان بورين التاريخي الوطني |
|      | وليام هنري هاريسون              | أرض غروسلاند ويليام هنري هاريسون |
|      | جيمس ك. بولك                    | منزل ومتحف الرئيس جيمس ك. بولك موقع الرئيس جيمس ك. بولك التاريخي |
|      | ميلارد فيلمور                   | منزل ميلارد فيلمور |
|      | فرانكلين بيرس                   | مزرعة فرانكلين بيرس |
|      | جيمس بوكانان                    | نصب جيمس بوكانان التذكاري في ميريديان هيل بارك، واشنطن العاصمة ويتلاند للرئيس جيمس بوكانان |
|      | ابراهام لينكولن                 | نصب لنكولن التذكاري طريق لينكولن السريع المنتزه التاريخي الوطني لمسقط رأس أبراهام لينكولن النصب التذكاري الوطني لطفولة لينكولن موقع ولاية سالم التاريخي الجديد في لينكولن موقع لينكولن هوم التاريخي الوطني الموقع التاريخي الوطني لمسرح فورد موقع مقبرة لينكولن والنصب التذكارية للحرب التاريخية مكتبة ومتحف أبراهام لينكولن الرئاسي |
|      | أندرو جونسون                    | متحف ومكتبة الرئيس أندرو جونسون موقع أندرو جونسون التاريخي الوطني |
|      | يوليسيس إس جرانت                | نصب يوليسيس إس جرانت التذكاري النصب التذكاري الوطني للجنرال جرانت |
|      | رذرفورد ب. هايز                 | منزل رذرفورد بي هايز مكتبة ومتحف رذرفورد بي هايز الرئاسي |
|      | جيمس أ. جارفيلد                 | نصب جيمس أ. جارفيلد التذكاري موقع جيمس أ. جارفيلد التاريخي الوطني |
|      | جروفر كليفلاند                  | مسقط رأس جروفر كليفلاند |
|      | بنجامين هاريسون                 | تمثال بنيامين هاريسون التذكاري موقع بنيامين هاريسون الرئاسي |
|      | وليام ماكينلي                   | نصب ماكينلي التذكاري الوطني النصب التذكاري الوطني لمسقط رأس ماكينلي نصب ويليام ماكينلي التذكاري |
|      | ثيودور روزفلت                   | الموقع التاريخي الوطني لمسقط رأس ثيودور روزفلت افتتاح موقع تيودور روزفلت التاريخي الوطني موقع ساجامور هيل التاريخي الوطني حديقة ثيودور روزفلت الوطنية كوخ ثيودور روزفلت المالطي المتقاطع كابينة عقدة الصنوبر جزيرة ثيودور روزفلت نصب تيودور روزفلت التذكاري                                                                          |
|      | وليام هوارد تافت                | موقع ويليام هوارد تافت التاريخي الوطني |
|      | وودرو ويلسون                    | منزل وودرو ويلسون للطفولة منزل وودرو ويلسون (واشنطن العاصمة) مكتبة وودرو ويلسون الرئاسية مركز وودرو ويلسون الدولي للباحثين |
|      | وارن جي هاردينج                 | منزل هاردينج نصب وارن جي هاردينغ التذكاري (مقبرة ماريون) |
|      | كالفين كوليدج                   | كوليدج هومستيد كالفن كوليدج هاوس مكتبة ومتحف كالفن كوليدج الرئاسي |
|      | هربرت هوفر                      | برج هوفر مكتبة ومتحف هربرت هوفر الرئاسي |
|      | فرانكلين د. روزفلت              | موطن موقع فرانكلين دي روزفلت التاريخي الوطني مكتبة ومتحف فرانكلين دي روزفلت الرئاسي النصب فرانكلين ديلانو روزفلت التذكاري حجر فرانكلين ديلانو روزفلت التذكاري متنزه فرانكلين روزفلت للحريات الأربع جزيرة روزفلت في مدينة نيويورك. |
|      | هاري إس ترومان                  | موقع هاري إس ترومان التاريخي الوطني مكتبة ومتحف هاري إس ترومان الرئاسي منحة هاري إس ترومان |
|      | دوايت د. أيزنهاور               | موقع أيزنهاور التاريخي الوطني مكتبة ومتحف دوايت د. أيزنهاور الرئاسي ومنزل طفولته نصب دوايت د. أيزنهاور التذكاري |
|      | جون ف. كينيدي                   | مركز جون إف كينيدي للفنون المسرحية موقع جون إف كينيدي التاريخي الوطني الشعلة الخالدة لجون إف كينيدي نصب جون إف كينيدي التذكاري (دالاس) مكتبة ومتحف جون إف كينيدي الرئاسي |
|      | ليندون بي جونسون                | حديقة ليندون بي. جونسون التاريخية الوطنية حديقة ليندون بي. جونسون الحكومية والموقع التاريخي بستان ليندون بينز جونسون التذكاري على نهر بوتوماك ليندون بي جونسون .مكتبة ومتحف جونسون الرئاسي |
|      | ريتشارد نيكسون                  | مكتبة ومتحف ريتشارد نيكسون الرئاسي مسقط الرأس ومنزل الطفولة |
|      | جيرالد ر. فورد                  | مكتبة جيرالد ر. فورد الرئاسية متحف جيرالد ر. فورد الرئاسي |
|      | جيمي كارتر                      | موقع جيمي كارتر التاريخي الوطني مكتبة ومتحف جيمي كارتر الرئاسي |
|      | رونالد ريغان                    | مكتبة ومتحف رونالد ريغان الرئاسي مبنى رونالد ريغان |
|      | جورج إتش دبليو بوش الأب         | جورج إتش دبليو. مكتبة ومتحف بوش الرئاسي جورج إتش. مركز بوش للاستخبارات جورج إتش.دبليو. بوش وجورج دبليو بوش محكمة الولايات المتحدة حديقة جورج بوش |
|      | بيل كلينتون                     | مركز ومتنزه ويليام جيه كلينتون الرئاسي الموقع التاريخي الوطني لمسقط رأس الرئيس ويليام جيفرسون كلينتون |
|      | جورج دبليو بوش                  | مركز جورج دبليو بوش الرئاسي جورج هـ. بوش وجورج دبليو بوش محكمة الولايات المتحدة |
|      | باراك أوباما                    | مركز باراك أوباما الرئاسي |
|      | نصب مشترك                       | النصب التذكاري الوطني لجبل رشمور (ضريح الديمقراطية) |